# Michèle Leduc
Pour les articles homonymes, voir Leduc.
Michèle Leduc, née le 17 mai 1942 à Athis-Mons, est une physicienne française travaillant dans le domaine de la physique atomique. Elle est directrice de recherche émérite au CNRS au Laboratoire Kastler Brossel à l’École normale supérieure (Paris) (ENS). Elle a obtenu le prix Irène-Joliot-Curie, « femme scientifique de l'année » en 2008.

## Biographie

### Formation
En 1961, elle intègre l'École normale supérieure de jeunes filles et obtient son agrégation de sciences physiques en 1965. Elle prépare ensuite une thèse à l'ENS sous la direction de Jean-Claude Lehmann et Jean Brossel ayant pour titre « Quelques expériences d'orientation nucléaire par pompage optique ». Elle obtient son doctorat d'État en sciences physiques en 1972. 

### Carrière
Elle entre au CNRS comme attachée de recherche en 1969 au laboratoire de spectroscopie hertzienne de l’ENS (qui deviendra le Laboratoire Kastler Brossel (LKB) en 1996). Toute sa carrière se développe au CNRS où elle devient directrice de recherche de classe exceptionnelle en 2005. Elle est maintenant directrice de recherche émérite au CNRS.
L’essentiel de son travail de recherche se déroule au LKB dans le domaine de la physique atomique et moléculaire, avec des activités complémentaires dans les domaines de la physique des particules et des sciences de la vie.
Ses premiers travaux importants avec Franck Laloë sont consacrés aux fluides quantiques polarisés, avec la mise en évidence d’ondes de spin à basse température dans un gaz d’hélium-3 nucléairement orienté par pompage optique, un phénomène résultant de l’indiscernabilité des particules et du principe de Pauli en mécanique quantique. Elle met au point de nouveaux lasers à solides pour l’infrarouge qui lui permettent de développer des magnétomètres à hélium sur lesquels elle prend plusieurs brevets. En collaboration avec le professeur Ernst Otten à Mayence, elle utilise des cibles de gaz polarisé et comprimé pour des applications à la physique des particules et à la neutronique auprès de réacteurs comme celui de l’Institut Laue-Langevin à Grenoble. Cette collaboration avec Mayence se poursuit dans le domaine de la santé avec l’invention d’une nouvelle méthode d’imagerie des poumons par IRM utilisant du gaz d’hélium polarisé par laser qui, une fois inhalé par un patient, donne des informations uniques sur la ventilation pulmonaire et promet des diagnostics améliorés de maladies telles que l’emphysème ou l’asthme. 
En 1993, elle rejoint au LKB le groupe de refroidissement d'atomes par laser dirigé par Claude Cohen-Tannoudji (prix Nobel de physique en 1997). Son équipe travaille alors sur l’hélium métastable au voisinage du nanokelvin. Elle découvre des méthodes de refroidissement du gaz au-dessous de la température dite « de recul ». En 2001 elle obtient la condensation de Bose-Einstein du gaz d’atomes d’hélium dans un état excité métastable, un résultat unique car les atomes condensent en dépit de leur très forte énergie interne. Elle étudie ensuite des molécules dimères géantes ultra-froides et développe diverses méthodes de spectroscopie haute résolution avec des atomes d’hélium en interaction. Aujourd'hui elle est membre de l'équipe Condensat de Bose-Einstein du LKB. 
Elle a été pendant dix ans la directrice de l’institut IFRAF (Institut francilien de recherche sur les atomes froids), qui est un DIM (domaine d'intérêt majeur) de la Région Île-de-France. L’IFRAF regroupe une cinquantaine d’équipes localisées sur l’ensemble de la Région, qui travaillent en réseau avec des objectifs communs de physique quantique, élaborés en synergie grâce aux financements régionaux. L’IFRAF a fusionné de 2011 à 2016 sous le nom de nano-K avec le DIM c-nano IdF et a développé avec lui des projets aux interfaces. Depuis 2017, elle est la responsable du rayonnement du réseau francilien SIRTEQ (Science et ingénierie en région Île-de-France pour les technologies quantiques) puis du Quantip.
Elle a été directrice puis membre du comité d'éthique du CNRS, le Comets, de 2012 à 2022 et rédactrice de nombreux avis.
Activités actuelles :
- Membre de l’équipe « Condensats de Bose-Einstein » au Laboratoire Kastler-Brossel
- Chargée des relations extérieures et de la communication de QuanTip (réseau de recherche sur les technologies quantiques en Île-de-France)
- Experte à la Commission européenne pour les programmes FETopen
- Ethics expert à la Commission européenne
- Présidente du Comité d’Ethique du LNE (Laboratoire National d’Essai)

- Directrice de la collection « Savoirs Actuels » (CNRS-Editions et EDP -Sciences)
- Directrice de la collection « Introduction à» (EDP-Sciences)
- Corédactrice en chef de la revue Raison Présente (Union rationaliste)
- Membre du comité de rédaction du magazine Reflets de la Physique (SFP)

## Distinctions
- Prix Paul Doisteau-Émile Blutel de l'Académie des sciences en 1976
- Prix Science et Défense en 1989
- European Science Award de la fondation Koerber (Allemagne) en 1998
- Prix Irène-Joliot-Curie « Femme scientifique de l'année » en 2008
- Commandeur de l'ordre national du Mérite en 2010
- Commandeur de la Légion d'honneur en 2014